# Werner Hilse
Werner Hilse (* 26. März 1952 in Schnega) ist ein deutscher Agrarfunktionär. Er war von 2006 bis 2018 Vizepräsident des Deutschen Bauernverbandes (DBV) und von 2003 bis 2017  Präsident des Landvolk Niedersachsen Landesbauernverbands. Zudem war er Vizepräsident des Bundes für Lebensmittelrecht und Lebensmittelkunde (BLL), des Dachverbands der deutschen Lebensmittelwirtschaft.
Hilse vertrat den DBV im europäischen Dachverband der Landwirte COPA. Er führt einen 330 Hektar großen Gemischtbetrieb mit Ackerbau, Schweine- (2.500 Mastplätze) und Putenmast im Landkreis Lüchow-Dannenberg. Daneben hält er diverse Posten in Aufsichtsräten und Vorständen, unter anderem eine Zeitlang bei der Vion N. V. oder der AVEBE.